# Gonçalbo de Roda
Gonçalbo de Roda fou un barber nascut a València que participà durant la revolta a la ciutat de València en el context de la Guerra de la Unió a l'Abril de 1348. Durant aquesta revolta, unes quatrecentes persones van assaltar el Palau Reial de València i van obligar Pere el Cerimoniós i la seua esposa a ballar cançons satíriques entonades per Gonçalbo de Roda.
Gonçalbo fou torturat i morí en la repressió posterior a la derrota de la revolta tal com queda reflectit en els registres de l'época:
"Ítem, lo dit en Gonçalbo de Roda sia rosega e sia-li tolta la lengua, e enaprés penjat en manera que muyra"